# دوبريفوي تريفيتش
دوبريفوي تريفيتش (26 أكتوبر 1943 في ماتشفانسكا ميتروفيكا) لاعب كرة قدم صربي معتزل كان يجيد اللعب في خط الدفاع .

## المسيرة الرياضية
بدأ تريفيتش مسيرته الرياضية في نادي فويفودينا نوفي ساد سنة 1965 وساهم في الفوز ببطولة دوري الدرجة الأولى اليوغوسلافي موسم 1965-1966 . في سنة 1971 انتقل إلى نادي ليون الفرنسي وساهم في الفوز ببطولة كأس فرنسا موسم 1972-1973 . انتقل إلى نادي تولوز الفرنسي في 1973 وفي السنة التالية عاد إلى نادي فويفودينا نوفي ساد بعدها قرر اعتزال لعب كرة القدم بشكل نهائي في سنة 1975 .
شارك تريفيتش مع منتخب يوغوسلافيا في 13 مباراة من دون أن ينجح في تسجيل أي هدف في الفترة من 1966 إلى 1969 . تم استدعائه للمشاركة في بطولة كأس الأمم الأوروبية لكرة القدم 1968 التي أقيمت في إيطاليا واحتل فيها المركز الثاني .

## روابط خارجية
- دوبريفوي تريفيتش على موقع قاعدة بيانات كرة القدم.إي يو (الإنجليزية)
- دوبريفوي تريفيتش على موقع ناشيونال فوتبول تيمز (الإنجليزية)
- دوبريفوي تريفيتش على موقع عالم كرة القدم.نت (الإنجليزية)